# Superfruit
Superfruit — комедійний відеоблог, створений американскими музикантами Мітчеллом Грассі та Скоттом Хоїнгом, більш відомі як учасники групи Pentatonix, а також назва їх музичного дуету. Основний напрямок каналу — гумористичні відео: скетчі, челленджі, ігри, спілкування з фанатами, також іноді на ньому з'являються музичні відео. Після виходу альбому «Future Friends», записаного дуетом, на каналі з'явились офіційні видеокліпи на композиції з альбому. По січень 2018 року на каналі більше 2,5 млн підписників та більше 360 млн переглядів

## Історія
Мітч розповідав: «Коли я зі Скоттом був у IHOP, ми обговорювали, що кожен із нас хоче завести власний канал на YouTube. Тоді ми подумали „Чому б нам не зробити це разом?“» Скотт згадав, що назва «Superfruit» «сама спала на думку Мітчу». Перше відео на каналі Superfruit було опубліковано 13 серпня 2013 року. За час існування каналу блогери запрошували взяти участь у зйомках безліч медійних особистостей: блогерів (Міранда Сінгз, Дрю Монсон, Коннор Франта, Тайлер Оклі), музикантів (Торі Келлі, Тодрік Холл, Кірсті Мальдонадо), актрису Мейсі Вільямс та багатьох інших. У деяких відео хлопці відступали від жанру відеоблогу та записували кавери на відомі пісні, попурі поп-виконавців. 18 жовтня 2016 року вийшов перший повноцінний студійний запис дуету, сингл «Bad 4 Us» та відео до нього, а у відео 13 червня 2017 року Скотт та Мітч анонсували випуск двох міні-альбомів під загальною назвою «Future Friends». Перший EP з'явився в iTunes, Amazon, Spotify та Google Play 30 червня, друга частина вийшла 15 вересня. Після виходу кожного міні-альбому на каналі щотижня послідовно виходив один кліп на кожну пісню з «Future Friends». 14 вересня Superfruit виступили на The Late Late Show with James Corden із піснею «Hurry Up!». 30 вересня вийшла фізична копія об'єднаного альбому «Future Friends», який містив три бонусні треки.